# Meleneta
Meleneta é um gênero de traça pertencente à família Arctiidae.